# Pyrus korshinskyi
Pyrus korshinskyi là loài thực vật có hoa trong họ Hoa hồng. Loài này được Litv. miêu tả khoa học đầu tiên.